# M/T Brač
M/T Brač je trajekt za lokalne linije u sastavu flote hrvatskog brodara Jadrolinije. U promet je pušten 11. srpnja 2014. Drugi je trajekt u seriji koju još čine trajekti Kornati, Krk i Mljet. Kuma je hrvatska paraolimpijka Ana Sršen.
Kapaciteta je 616 osoba i 145 automobila ili 16 trailera (svaki do 40 tona). Trenutno je na remontu u Kraljevici.

## Vanjske poveznice
|  | Zajednički poslužitelj ima još gradiva o temi M/T Brač |